# 约瑟夫·内穆尔·皮埃尔-路易
约瑟夫·内穆尔·皮埃尔-路易（法語：Joseph Nemours Pierre-Louis，法語發音：[ʒozɛf nəmuʁ pjɛʁ lwi]；1900年6月24日—1966年4月23日），海地政治家，曾在1956－57年出任總統。
他最初學習物理和法律，是菲利普·格里埃公立中學第一位物理教员。從1928年－1937年出任法學教授，他後來成為海地角市法院的法官。1946年1月革命後他成為了最高法院的大法官，直到他當選為參議員。
1956年12月，在保羅·歐仁·馬格盧瓦爾逃亡出國後，他在1956年12月12日發表講話，宣布根據憲法他將成為海地臨時總統，並宣布總統選舉在1957年4月進行。他也釋放了一些政治犯，在1957年被另一位代總統弗朗克·西爾萬接下總統職務。